# Natação nos Jogos Olímpicos de Verão de 2020 - 200 m livre masculino
A competição dos 200 m livre masculino da natação nos Jogos Olímpicos de Verão de 2020 foi disputada entre 25 e 27 de julho de 2021 no Centro Aquático, em Tóquio. Um total de 39 nadadores de 30 Comitês Olímpicos Nacionais (CON) participaram do evento.

## Qualificação
O tempo de qualificação olímpica ao evento foi de 1min47s02. Até dois nadadores por Comitê Olímpico Nacional (CON) poderiam se qualificar automaticamente nadando naquele tempo em um evento de qualificação aprovado. Por sua vez, o tempo de seleção olímpica foi de 1min50s23. Até um nadador por CON estaria elegível para a qualificação com esse tempo com sua entrada classificada em um ranking até que o número de participantes fosse atingido. CONs sem um nadador qualificado em qualquer evento poderiam obter seus lugares através das vagas de universalidade.

## Formato
A competição consiste em três rodadas: preliminares, semifinais e final. Os nadadores com os 16 melhores tempos nas baterias preliminares avançam as semifinais. Já os nadadores com os 8 melhores tempos nas semifinais avançam a final. Desempates (swim-offs) são utilizados conforme necessário para quebrar os empates de avanço a próxima rodada.

## Calendário
Horário local (UTC+9)
| Data                | Horário | Fase         |
| ------------------- | ------- | ------------ |
| 25 de julho de 2021 | 19:15   | Preliminares |
| 26 de julho de 2021 | 10:35   | Semifinais   |
| 27 de julho de 2021 | 10:40   | Final        |

## Medalhistas
| Ouro   | GBR Thomas Dean       |
| Prata  | GBR Duncan Scott      |
| Bronze | BRA Fernando Scheffer |

## Recordes
Antes desta competição, os recordes mundiais e olímpicos da prova eram os seguintes:
| Tipo | Atleta          | Tempo   | Local  | Data                 |
| ---- | --------------- | ------- | ------ | -------------------- |
|      | Paul Biedermann | 1:42.00 | Roma   | 28 de julho de 2009  |
|      | Michael Phelps  | 1:42.96 | Pequim | 12 de agosto de 2008 |

## Resultados

### Preliminares
Os nadadores com as 16 primeiras colocações, independente da bateria, avançam as semifinais.
| Pos. | Bateria | Raia | Nadador             | CON                | Tempo   | Notas            |
| ---- | ------- | ---- | ------------------- | ------------------ | ------- | ---------------- |
| 1    | 3       | 5    | Hwang Sun-woo       | KOR Coreia do Sul  | 1:44.62 | Q,               |
| 2    | 4       | 2    | Fernando Scheffer   | BRA Brasil         | 1:45.05 | Q,               |
| 3    | 3       | 4    | Thomas Dean         | GBR Grã-Bretanha   | 1:45.24 | Q                |
| 4    | 2       | 1    | David Popovici      | ROU Romênia        | 1:45.32 | Q                |
| 5    | 4       | 4    | Duncan Scott        | GBR Grã-Bretanha   | 1:45.37 | Q                |
| 6    | 4       | 5    | Martin Malyutin     | ROC                | 1:45.50 | Q                |
| 7    | 3       | 7    | Stefano Ballo       | ITA Itália         | 1:45.80 | Q                |
| 8    | 5       | 2    | Thomas Neill        | AUS Austrália      | 1:45.81 | Q                |
| 9    | 5       | 4    | Danas Rapšys        | LTU Lituânia       | 1:45.84 | Q                |
| 10   | 3       | 6    | Townley Haas        | USA Estados Unidos | 1:45.86 | Q                |
| 11   | 5       | 8    | Kregor Zirk         | EST Estônia        | 1:46.10 | Q,               |
| 12   | 3       | 1    | Nándor Németh       | HUN Hungria        | 1:46.19 | Q                |
| 13   | 5       | 3    | Kieran Smith        | USA Estados Unidos | 1:46.20 | Q                |
| 14   | 2       | 3    | Velimir Stjepanović | SRB Sérvia         | 1:46.26 | Q                |
| 15   | 3       | 2    | Antonio Djakovic    | SUI Suíça          | 1:46.37 | Q                |
| 16   | 4       | 1    | Stefano Di Cola     | ITA Itália         | 1:46.67 | Q                |
| 17   | 5       | 5    | Katsuhiro Matsumoto | JPN Japão          | 1:46.69 | SO               |
| 17   | 5       | 7    | Lukas Märtens       | GER Alemanha       | 1:46.69 | SO               |
| 19   | 2       | 5    | Jacob Heidtmann     | GER Alemanha       | 1:46.73 |                  |
| 20   | 4       | 8    | Jordan Pothain      | FRA França         | 1:46.75 |                  |
| 21   | 4       | 3    | Ji Xinjie           | CHN China          | 1:46.86 |                  |
| 22   | 5       | 6    | Elijah Winnington   | AUS Austrália      | 1:46.99 |                  |
| 23   | 4       | 7    | Robin Hanson        | SWE Suécia         | 1:47.02 |                  |
| 24   | 3       | 3    | Ivan Girev          | ROC                | 1:47.11 |                  |
| 24   | 5       | 1    | Murilo Sartori      | BRA Brasil         | 1:47.11 |                  |
| 26   | 2       | 8    | Alexei Sancov       | MDA Moldávia       | 1:47.46 |                  |
| 27   | 2       | 4    | Denis Loktev        | ISR Israel         | 1:47.68 |                  |
| 28   | 3       | 8    | Jonathan Atsu       | FRA França         | 1:47.75 |                  |
| 29   | 2       | 7    | Alex Sobers         | BAR Barbados       | 1:48.09 | Recorde nacional |
| 30   | 4       | 6    | Dominik Kozma       | HUN Hungria        | 1:48.87 |                  |
| 31   | 1       | 6    | Dimitrios Markos    | GRE Grécia         | 1:49.16 |                  |
| 32   | 2       | 2    | Welson Sim          | MAS Malásia        | 1:49.24 |                  |
| 33   | 1       | 5    | Mikel Schreuders    | ARU Aruba          | 1:49.43 |                  |
| 34   | 2       | 6    | Baturalp Ünlü       | TUR Turquia        | 1:49.75 |                  |
| 35   | 1       | 3    | Joaquín Vargas      | PER Peru           | 1:49.93 | Recorde nacional |
| 36   | 1       | 2    | Mokhtar Al-Yamani   | YEM Iêmen          | 1:49.97 |                  |
| 37   | 1       | 4    | Wesley Roberts      | COK Ilhas Cook     | 1:50.41 |                  |
| 38   | 1       | 7    | James Freeman       | BOT Botsuana       | 1:52.87 |                  |
| 39   | 1       | 1    | Audai Hassouna      | LBA Líbia          | 1:56.27 |                  |

Swim-off
| Pos. | Raia | Nadador             | CON          | Tempo   | Notas |
| ---- | ---- | ------------------- | ------------ | ------- | ----- |
| 1    | 4    | Katsuhiro Matsumoto | JPN Japão    | 1:46.06 |       |
| 2    | 5    | Lukas Märtens       | GER Alemanha | 1:46.40 |       |

### Semifinais
Os nadadores com as 8 primeiras colocações, independente da bateria, avançam a final.
| Pos. | Bateria | Raia | Nadador             | CON                | Tempo   | Notas |
| ---- | ------- | ---- | ------------------- | ------------------ | ------- | ----- |
| 1    | 2       | 3    | Duncan Scott        | GBR Grã-Bretanha   | 1:44.60 | Q     |
| 2    | 2       | 1    | Kieran Smith        | USA Estados Unidos | 1:45.07 | Q     |
| 3    | 2       | 2    | Danas Rapšys        | LTU Lituânia       | 1:45.32 | Q     |
| 4    | 2       | 5    | Thomas Dean         | GBR Grã-Bretanha   | 1:45.34 | Q     |
| 5    | 1       | 3    | Martin Malyutin     | ROC                | 1:45.45 | Q     |
| 6    | 2       | 4    | Hwang Sun-woo       | KOR Coreia do Sul  | 1:45.53 | Q     |
| 7    | 1       | 5    | David Popovici      | ROU Romênia        | 1:45.68 | Q     |
| 8    | 1       | 4    | Fernando Scheffer   | BRA Brasil         | 1:45.71 | Q     |
| 9    | 1       | 6    | Thomas Neill        | AUS Austrália      | 1:45.74 |       |
| 10   | 2       | 6    | Stefano Ballo       | ITA Itália         | 1:45.84 |       |
| 11   | 2       | 8    | Antonio Djakovic    | SUI Suíça          | 1:45.92 |       |
| 12   | 1       | 2    | Townley Haas        | USA Estados Unidos | 1:46.07 |       |
| 13   | 2       | 7    | Kregor Zirk         | EST Estônia        | 1:46.67 |       |
| 14   | 1       | 8    | Stefano Di Cola     | ITA Itália         | 1:47.19 |       |
| 15   | 1       | 7    | Nándor Németh       | HUN Hungria        | 1:47.20 |       |
| 16   | 1       | 1    | Velimir Stjepanović | SRB Sérvia         | 1:47.62 |       |

### Final
Os três nadadores mais rápidos na final conquistaram as medalhas.
| Pos.              | Raia | Nadador           | CON                | Tempo   | Notas                 |
| ----------------- | ---- | ----------------- | ------------------ | ------- | --------------------- |
| Medalha de ouro   | 6    | Thomas Dean       | GBR Grã-Bretanha   | 1:44.22 | Recorde nacional      |
| Medalha de prata  | 4    | Duncan Scott      | GBR Grã-Bretanha   | 1:44.26 |                       |
| Medalha de bronze | 8    | Fernando Scheffer | BRA Brasil         | 1:44.66 | Recorde sul-americano |
| 4                 | 1    | David Popovici    | ROU Romênia        | 1:44.68 | Recorde nacional      |
| 5                 | 2    | Martin Malyutin   | ROC                | 1:45.01 |                       |
| 6                 | 5    | Kieran Smith      | USA Estados Unidos | 1:45.12 |                       |
| 7                 | 7    | Hwang Sun-woo     | KOR Coreia do Sul  | 1:45.26 |                       |
| 8                 | 3    | Danas Rapšys      | LTU Lituânia       | 1:45.78 |                       |

Legenda
| Recorde mundial      | Recorde mundial (World record)               |                       | Recorde africano                      | Recorde africano (African) |                                           | Q | Classificado por posição (Qualified) |
| Recorde olímpico     | Recorde olímpico (Olympic record)            | Recorde da América    | Recorde da América (Americas)         | q                          | Classificado por melhor tempo (Qualified) |   |                                      |
| Melhor marca do ano  | Melhor marca do ano (World leading)          | Recorde asiático      | Recorde asiático (Asian)              | DNS                        | Não largou (Did not start)                |   |                                      |
| Recorde nacional     | Recorde nacional (National record)           | Recorde europeu       | Recorde europeu (European)            | DNF                        | Não terminou (Did not finish)             |   |                                      |
| Recorde pessoal      | Recorde pessoal do atleta (Personal best)    | Recorde da Oceania    | Recorde da Oceania (Oceania)          | DSQ / DQ                   | Desclassificado (Disqualified)            |   |                                      |
| Recorde da temporada | Recorde da temporada do atleta (Season best) | Recorde sul-americano | Recorde sul-americano (South America) | NM                         | Sem marca (No mark)                       |   |                                      |